# Cancíacos

Território dos cancíacos na atual Inglaterra

Cancíacos (em latim: cantiaci) ou Câncios (em latim: Cantii) eram um tribo celta da Idade do Ferro que vivia na Grã-Bretanha antes da conquista romana. Habitavam o território do moderno condado de Câncio (em latim: Cantium), incluindo as porções orientais de Súrria, Sussex Leste e Grande Londres. Ao menos quatro reis de Câncio são conhecidos por seus nomes a partir dos relatos de Júlio César, a saber: Carvílio, Cingetórix, Segovax e Taximágulo. O mesmo general classificaria os cancíacos como os britanos mais civilizados na ilha e alegou que seus costumes divergiam um pouco do dos gauleses no continente; se sabe, a partir de sua cultura material, que tal tribo tinha forte influência belga. Também se sabe o nome de outros cinco reis (Dubenovelauno, Vosênio, Épilo, Cunobelino e Admínio) com base em sua cunhagem.
Segundo Ptolomeu, Câncio tinha como suas principais cidades Londínio (atual Londres), que mais tarde tornar-se-ia capital da Britânia romana; Duroverno (atual Cantuária), que depois foi sede da Cividade dos Cancíacos (em latim: Civitas Cantiacorum) e Rutúpias (atual Richborough). Ainda se sabe por outras fontes que havia os assentamentos de Durobrivas (atual Rochester) e Loose, sendo o segundo pré-romano. É possível que houvesse ainda ao menos mais um em ou próximo da moderna Maidstone.